# H. Robert Fowler
Hiram Robert Fowler (* 7. Februar 1851 bei Eddyville, Pope County, Illinois; † 5. Januar 1926 in Harrisburg, Illinois) war ein US-amerikanischer Politiker. Zwischen 1911 und 1915 vertrat er den Bundesstaat Illinois im US-Repräsentantenhaus.

## Werdegang
Robert Fowler besuchte die öffentlichen Schulen seiner Heimat und danach bis 1880 die Illinois Normal University. Nach einem anschließenden Jurastudium an der University of Michigan in Ann Arbor und seiner 1884 erfolgten Zulassung als Rechtsanwalt begann er in Elizabethtown in diesem Beruf zu arbeiten. Von 1888 bis 1892 war er Staatsanwalt im Hardin County. Gleichzeitig schlug er als Mitglied der Demokratischen Partei eine politische Laufbahn ein. Zwischen 1893 und 1895 war er Abgeordneter im Repräsentantenhaus von Illinois; von 1900 bis 1904 gehörte er dem Staatssenat an.
Bei den Kongresswahlen des Jahres 1910 wurde Fowler im 24. Wahlbezirk von Illinois in das US-Repräsentantenhaus in Washington, D.C. gewählt, wo er am 4. März 1911 die Nachfolge des Republikaners Pleasant T. Chapman antrat. Nach einer Wiederwahl konnte er bis zum 3. März 1915 zwei Legislaturperioden im Kongress absolvieren. Im Jahr 1913 wurden der 16. und der 17. Verfassungszusatz ratifiziert. 1914 wurde Fowler nicht erneut bestätigt. Nach dem Ende seiner Zeit im US-Repräsentantenhaus praktizierte er wieder als Anwalt. Seit 1915 lebte er in Harrisburg, wo er am 5. Januar 1926 starb.